# Flaga Gliwic
Flaga Gliwic – jeden z symboli miasta Gliwice w postaci flagi ustanowiony uchwałą rady miejskiej nr XXIX/392/96 z 14 listopada 1996.

## Wygląd i symbolika
Flaga Gliwic składa się z dwóch poziomych pasów. Pas górny jest koloru niebieskiego, a dolny koloru czerwonego. Na środku flagi może znajdować się herb miasta.